# Lionel Tertis
Lionel Tertis (Hartlepool, 29 de diciembre de 1876 - Wimbledon, 22 de febrero de 1975) fue un violista inglés, tal vez uno de los primeros artistas en atraer la atención hacia la viola como un instrumento solista.
Su sonido fue la inspiración para muchas obras del repertorio de viola, entre ellos el famoso Conciertos para viola y orquesta de William Walton, aunque cabe mencionar que Tertis rechazó la partitura al verla por primera vez, calificándola como imposible de tocar. Sin embargo, cambió de opinión unos años más tarde.
Algunas de sus obras son Cinderella No More y My viola and I.
Desde el 1901 fue el profesor de viola en la Royal Academy of Music de Londres de intérpretes como Rebecca Clarke.

## Infancia y juventud
Lionel Tertis, hijo de inmigrantes judíos polacos, nació el 29 de diciembre de 1876. A los tres años comenzó a mostrar un aprecio por la música y el deseo de poner sus pequeñas manos en el piano familiar. Tertis hizo su primera aparición pública en un concierto a los seis años. Pero Tertis pronto se dio cuenta de que quería ser violista. A los trece años Tertis salió de su casa de la familia (1889) para ganarse la vida. Trabajo durante algún tiempo como pianista para ganar dinero. Se pagó los estudios de violín en la real Academia de Música en Londres. 
- Datos: Q718637
- Multimedia: Lionel Tertis / Q718637